# Narcís Monturiol i Estarriol
Narcís Monturiol i Estarriol (Figueres, l'Alt Empordà 28 de setembre de 1819 - Sant Martí de Provençals, Barcelona, 6 de setembre de 1885) va ser un enginyer, intel·lectual, impressor, editor, pintor, polític i inventor català, cèlebre per la invenció del primer submarí modern autònom, amb renovació d'aire i uns compartiments que feien de llast.

## Biografia

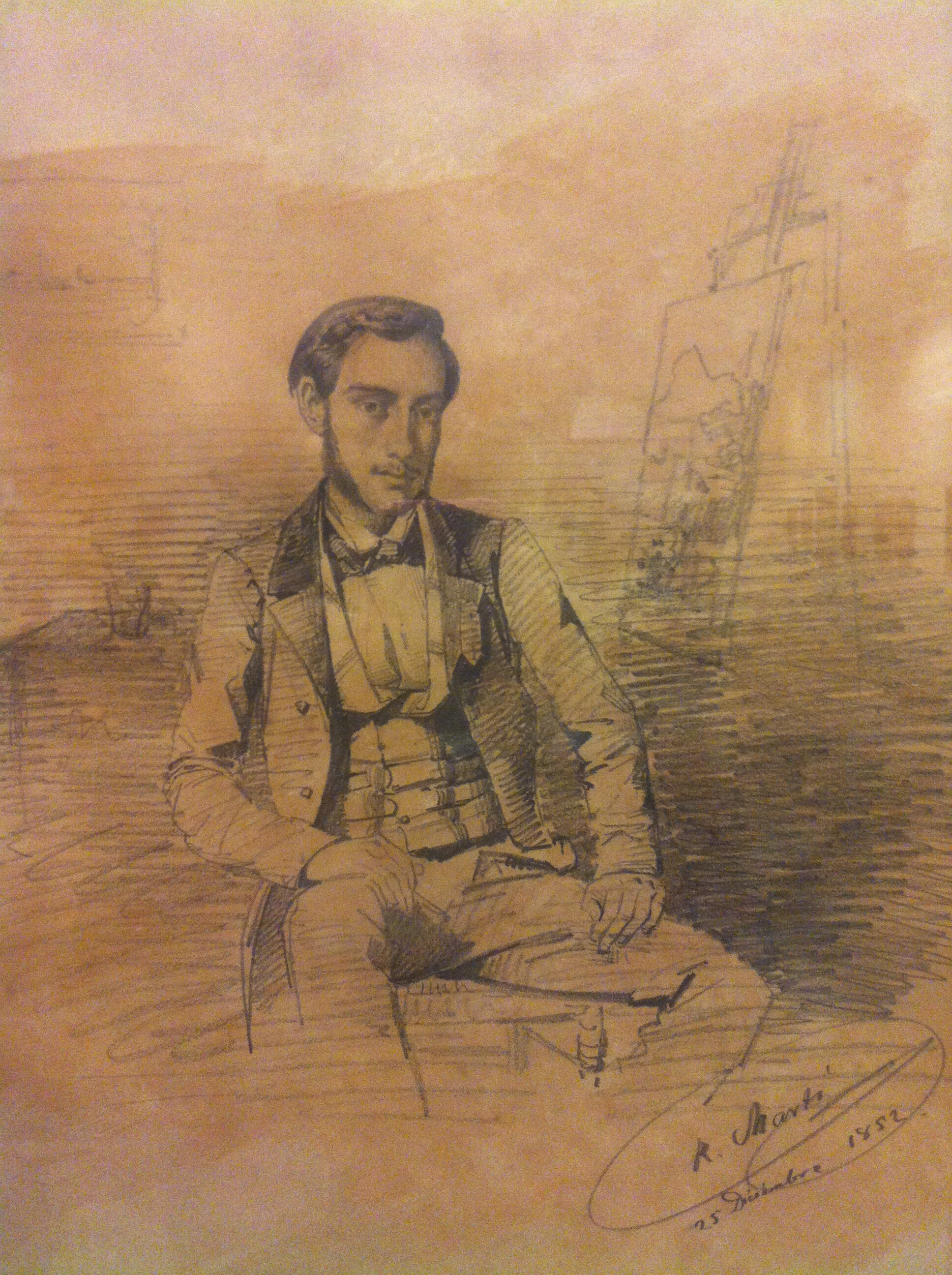
Ramon Martí Alsina- Retrat de Narcís Monturiol conservat al Museu de l'Empordà.

Monturiol va néixer a Figueres, en el si d'una família de menestrals (son pare era boter). Inicià estudis de medicina a Cervera, que decidí abandonar, i cursà la carrera de dret a Barcelona, on es llicencià el 1845. Una font indica que no es va llicenciar.
En lloc d'exercir la carrera, preferí dedicar el talent a l'activisme ideològic i, més tard, a la ciència i la tècnica. Formà part del nucli més actiu d'intel·lectuals catalans del moment, juntament amb Josep Anselm Clavé, Francesc Sunyer i Capdevila o Ildefons Cerdà. La seva amistat amb Abdó Terrades el portà a afiliar-se al Partit Republicà, a exercir de redactor d'El Republicano i a interessar-se pel socialisme utòpic. Participà en les bullangues de Barcelona dels anys 1842 i 1843. Aprengué l'ofici d'impressor i el 1846, el mateix any que es casà amb la seva muller Eulària Mata, fundà una impremta amb un amic. Hi va publicar revistes i pamflets en els quals divulgava les seves idees radicals a favor del feminisme, el pacifisme i el comunisme. Simpatitzà aviat amb les idees d'Étienne Cabet, amb el qual mantingué correspondència i en fou un seguidor entusiasta. En difongué l'ideari icarià a través de les seves publicacions, en particular la revista La Fraternidad (1847), la primera publicació periòdica comunista de l'estat espanyol. A les seves pàgines publicà una traducció a l'espanyol de la novel·la de Cabet Voyage en Icarie, feta per ell i el seu amic F. J. Orellana, i donà suport a la participació catalana a les comunitats utòpiques cabetianes "Icària" i "Nova Icària" (apadrinà l'expedició de Joan Rovira el 1848 que va anar amb Cabet als Estats Units per a fundar-hi una comunitat). També va fundar la revista La Madre de Familia (1846), en la qual prometia "defensar les dones de la tirania dels homes", i va coeditar, amb Joan Landa, la sèrie Hombres i mujeres célebres de todos los tiempos.
Amb les revolucions de 1848 el govern espanyol tancà La Fraternidad i hagué d'exiliar-se a França. Va retornar a Barcelona, acollit a una amnistia, el 1849, i hi va fundar una nova revista, El Padre de Familia (1849 - 1850), però el govern li impedí l'activisme editorial i dirigí la seva atenció cap a la ciència i l'enginyeria, mentre, per sobreviure, imprimia material educatiu. Refugiat a Cadaqués a causa de les seves activitats polítiques (1855), on es guanyà la vida com a pintor, observà la difícil i perillosa feina dels recol·lectors de corall. Això el va portar a reflexionar sobre les possibilitats de la navegació submarina i, quan tornà a Barcelona, el setembre de 1857 organitzà, amb amics empordanesos, la primera societat comercial de l'estat espanyol dedicada a l'explotació d'aquest tipus de navegació amb el nom de Monturiol, Font, Altadill y Cía., dotada amb un capital de 10.000 pessetes.

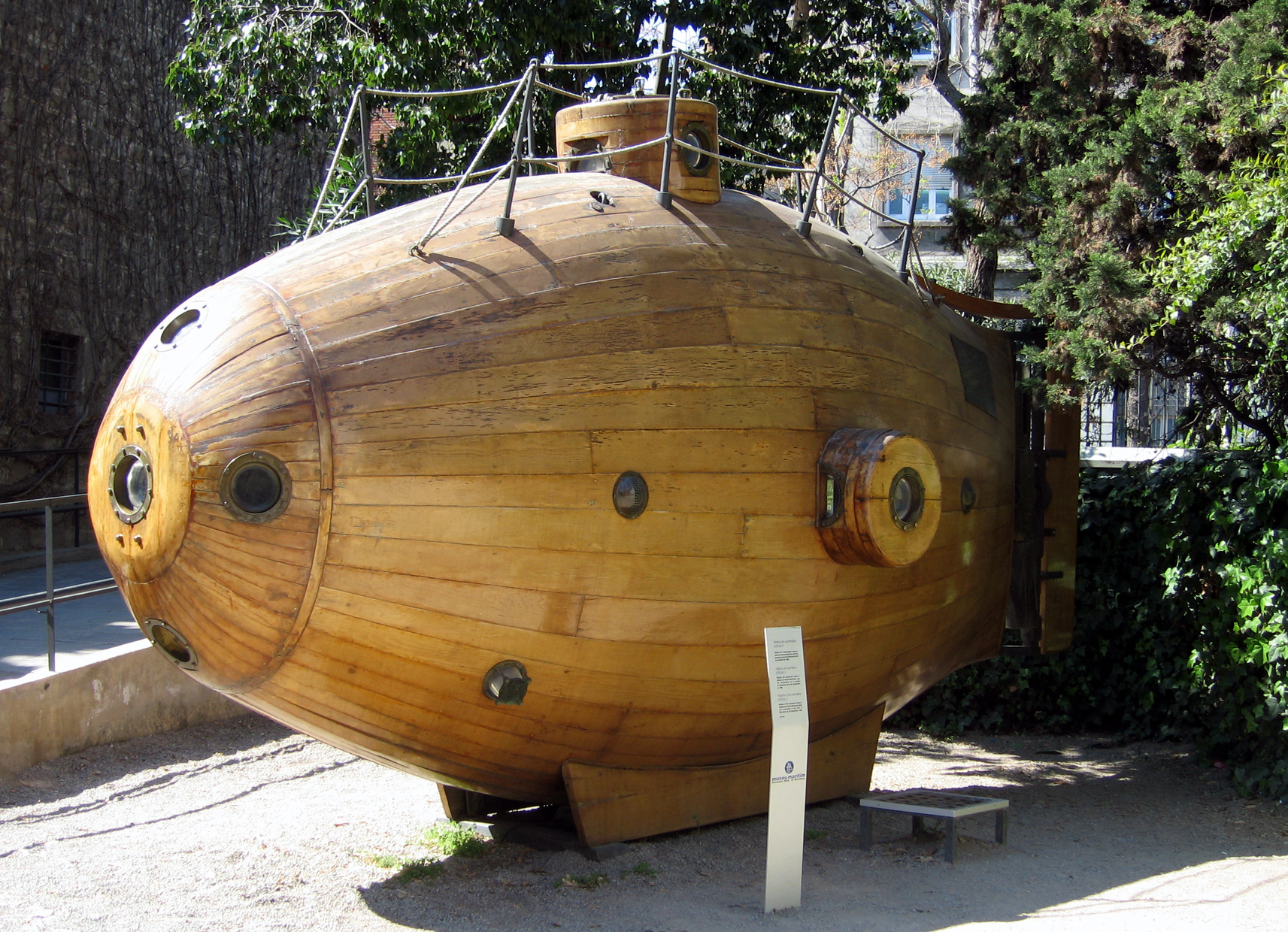
Rèplica de lIctíneo I darrere del Museu Marítim de Barcelona.

El 1858 presentà el seu projecte en un opuscle titulat El Ictíneo o barco-pez. El seu primer submarí, l'Ictíneo I, va ser avarat al port de Barcelona el 28 de juny de 1859. El primer viatge tingué lloc el 23 de setembre d'aquell any, al mateix port de Barcelona. Davant de molt públic, entre el qual hi havia accionistes, autoritats de la Marina i la premsa, va aconseguir fer navegar el vaixell completament submergit durant dues hores i vint minuts, i fer-lo tornar a la superfície. D'altres proves posteriors encara van tenir més repercussió i el govern d'Isabel II es va veure forçat a prometre ajuda, que mai no va arribar, i de fet va introduir tota mena de dificultats tot i el suport de personalitats tan prestigioses com Josep de Letamendi. Amb el capital obtingut va constituir l'empresa La Navegación Submarina amb l'objectiu de desenvolupar l'Ictíneo II, que va atreure un cert interès de les altes instàncies militars. Aquest nou submarí, que estava dotat d'un sistema de propulsió anaeròbica, va ser avarat al port de Barcelona el 2 d'octubre de 1864. Tot i aquests èxits, el 1867 la seva companyia va fer fallida i, davant la manca de suport, Monturiol va decidir desmantellar el submarí i abandonar el projecte. El 1869 va escriure el primer tractat de navegació submarina, amb el títol d'Ensayo sobre el arte de navegar por debajo del agua (imprès el 1891).
A partir de 1868 va retornar a l'activitat política. Com a membre del Partido Federal, fou diputat per Manresa a les Corts Constituents de la Primera República Espanyola (1873) i, poc després, nomenat director de la Fábrica Nacional de Moneda y Timbre, amb seu a Madrid, càrrec que exercí durant els mesos que perdurà el règim republicà i on posà en pràctica un procés de la seva invenció per incrementar la velocitat de producció de paper adhesiu.
D'altres invencions seves foren una màquina per fer cartipassos; una màquina per fer cigarretes (l'única que patentà, el 1866); uns pinsos per a conills fets a partir de fusta de salze; un procediment de fabricació de sabó en fred; unes soles de sabates sintètiques; una cola líquida per a fusta; unes camises per a cilindres de motor; un betum per a sabates; un velògraf o aparell destinat a l'obtenció de còpies d'un original escrit o dibuixat; un projecte d'un tramvia funicular per a Tarragona; un projecte per portar a Barcelona les aigües del Ter; un receptor giratori de vapor, un sistema de conservació de carns, etc.
El 1882 encara va publicar un diari, El Anunciador Financiero. Va morir el 1885, arruïnat i completament oblidat, a Sant Martí de Provençals, una antiga població actualment agregada a Barcelona on els anys 1846 - 1847 un grup de cabetians catalans havien fundat una comunitat icariana. El 1972 les seves restes foren traslladades a Figueres i inhumades a la secció de personalitats il·lustres del cementiri municipal.

## Obres
- El Ictíneo o barco-pez (1858)[8]

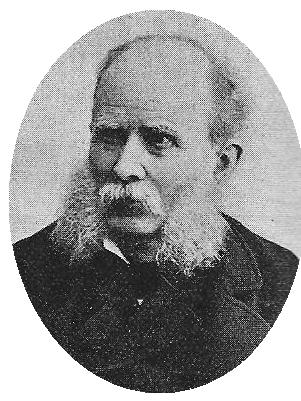
Narcís Monturiol vers 1880

- Ensayo sobre el arte de navegar por debajo del agua[9]
- Memoria sobre la navegación submarina (1860)[10]
- Un reo de muerte. Las ejecuciones y los espectadores: consejos de un padre a sus hijos (1844)[11]
- La submisión de las mujeres (1869)
- Estudios de Historia Natural
- Del magnetismo terrestre
- Estudio de las corrientes marinas
- Descubrimiento del Polo
- La gravitación universal
- Hombres y mujeres célebres de todos los tiempos (coedició amb Joan Landa)
- Voyage en Icarie (Traducció al castellà: Viaje por Icaria)[12]

## Premsa
- El Centralista
- El Republicano
- La Madre de Familia (1846)
- La Fraternidad (1847 - 1848)
- El Padre de Familia (1849 - 1850)
- Almanaque democrático (1864)
- El Anunciador financiero (1882)

## Posteritat
La narrativa i el cinema han donat lloc a dues biografies de Narcís Monturiol: 
- Josep Puig i Pujades, Vida d'heroi: Narcís Monturiol, inventor de la navegació submarina, Barcelona, L'Avenç, 1918 (ed. facsímil: Ajuntament de Figueres, 1985).
- Francesc Bellmunt, Monturiol, el senyor del mar, 1993.

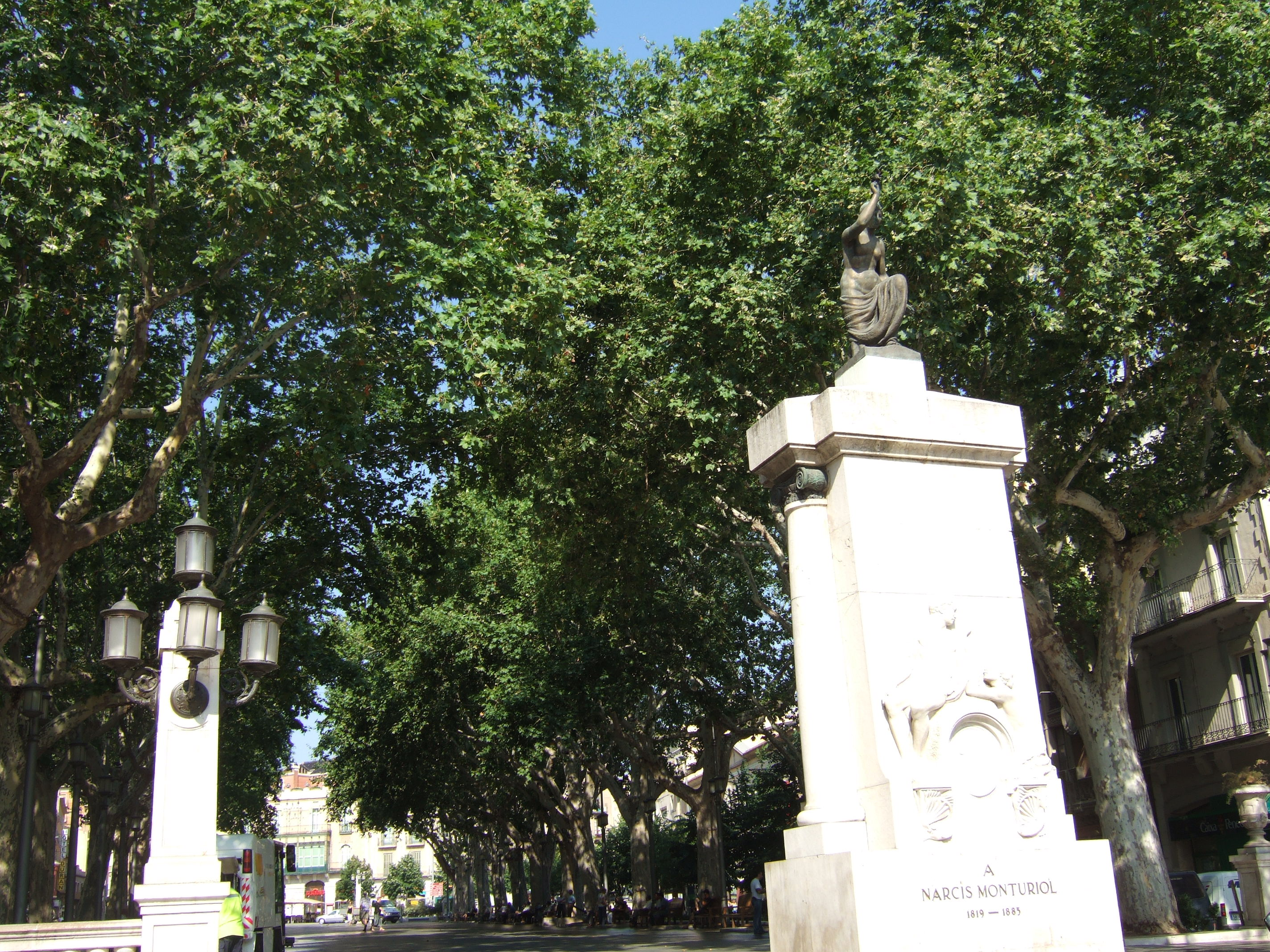
Monument a Narcís Monturiol, Figueres

També ha originat el documental Narcís Monturiol: tècnica i compromís social, amb guió i realització d'Agustí Espriu, Barcelona, Fundació Videoteca dels Països Catalans, 2002.
- El seu amic pintor Ramon Martí i Alsina el retratà més d'una vegada.
- Dona nom als "Premis Narcís Monturiol", instituïts l'any 1982 per la Generalitat de Catalunya per honorar entitats o persones que s'hagin distingit en els serveis prestats a Catalunya en el camp del progrés científic i tecnològic ("Placa Narcís Monturiol" i "Medalla Narcís Monturiol", respectivament).
- És fill predilecte de la ciutat de Figueres, on té un monument a la Rambla (obra de Ricard Giralt i Enric Casanovas, 1918) i el seu carrer natal li és dedicat. Té un altre monument a Barcelona, obra de Josep Maria Subirachs (1963). Barcelona acull també rèpliques dels seus dos submarins (al Museu Marítim i al port vell).
- Porten el seu nom diferents centres d'ensenyament secundari i primari de Barcelona, Figueres, Parla (Madrid) i Roses.
- Des de 1917 alguns submarins de la marina espanyola han portat el seu nom. El 1987, per commemorar el primer centenari de la seva mort, el servei de correus espanyol li dedicà un segell de 20 pessetes.[13]
- Cap altre submarí no va emprar un sistema anaeròbic de propulsió fins a 1940, quan la marina alemanya va posar en pràctica els mateixos principis de Monturiol. El problema de la propulsió independent per aire només es va resoldre amb la invenció del submarí nuclear per la marina nord-americana el 1951.
- L'any 2010, Maria Genescà, directora de la Biblioteca de l'Observatori de l'Ebre, va localitzar en aquell centre el que quedava de la biblioteca personal de Monturiol. Per problemes econòmics, Monturiol es va vendre la seva biblioteca, però devia conservar els llibres que li havien estat més útils quan treballava en la construcció de l'Ictíneu, en els quals va fer anotacions i marques. Els llibres van anar a parar a la Biblioteca de l'Observatori de l'Ebre en la dècada de 1940, per una donació dels descendents de Monturiol.[14]
- L'any 2010 es va organitzar al Museu Marítim de Barcelona l'exposició Immersió, la conquesta del fons del mar, en el seu honor.
- Un retrat seu forma part de la Galeria de Catalans Il·lustres de l'Ajuntament de Barcelona.[15]
- El segon submarí de la Clase S-80PLUS de l'Armada Espanyola, el (S-82) Narciso Monturiol, el primer a ser botat, portarà el seu nom.

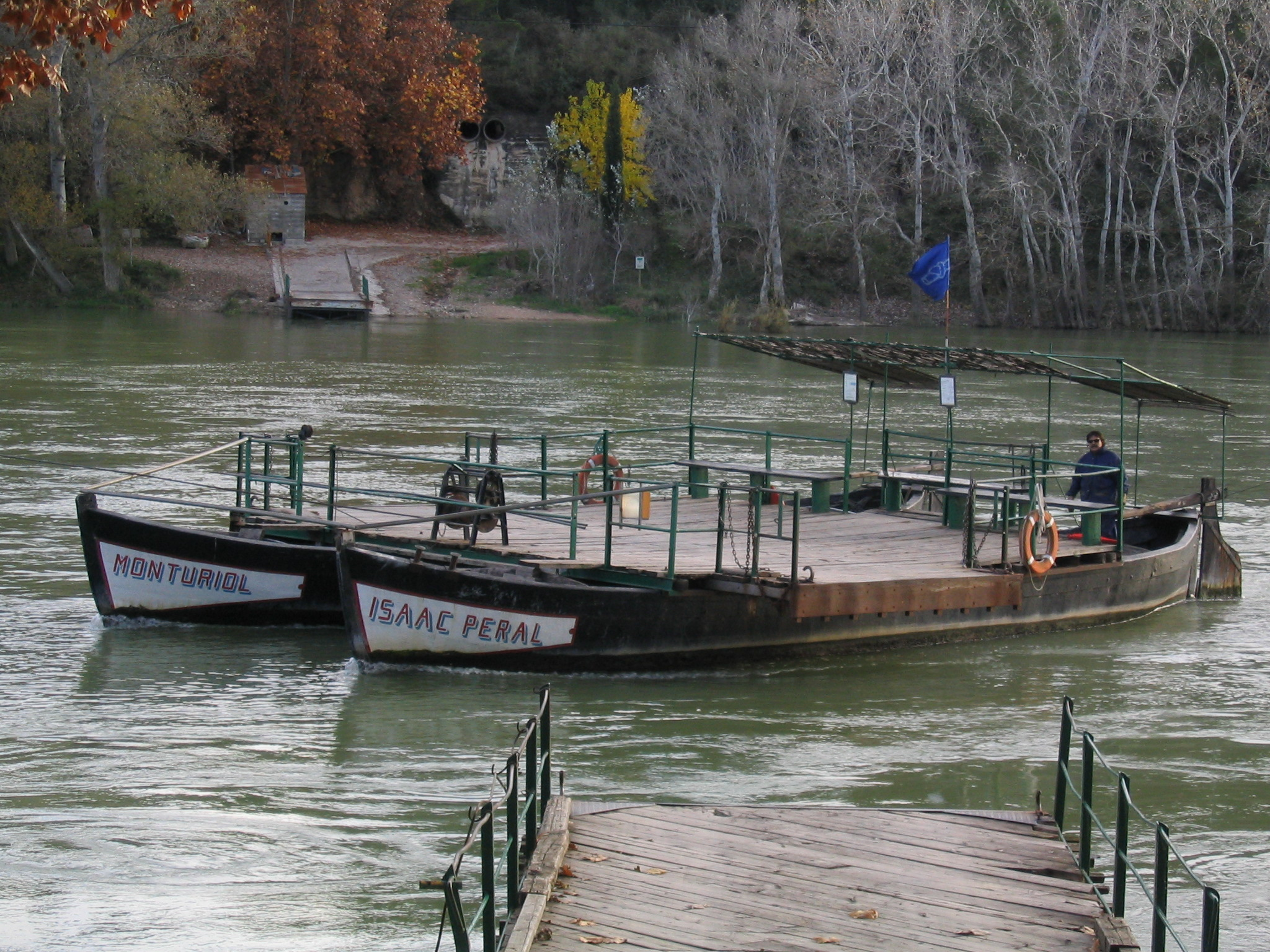
El Monturiol, part del conjunt del pas de barca de Miravet

- Un dels dos llaguts que forment el pas de barca de Miravet li és dedicat